# Fasudilo
El fasudilo ( DCI ) es un potente vasodilatador e inhibidor de la cinasa Ro. Desde que se descubrió, se ha utilizado para el tratamiento del vasoespasmo cerebral, que a menudo se debe a una hemorragia subaracnoidea, así como para mejorar el deterioro cognitivo observado en los pacientes con accidente cerebrovascular. Se ha descubierto que es eficaz para el tratamiento de lahipertensión pulmonar. Se ha demostrado que el fasudilo podría mejorar la memoria en ratones normales, identificando al fármaco como un posible tratamiento para la pérdida de memoria relacionada con la edad o neurodegenerativa.
Ha sido aprobado para uso en Japón y China desde 1995, pero no ha sido aprobado por la FDA o por la Agencia Europea de Medicamentos.

## Mecanismo molecular
El fasudilo (HA-1077) es un inhibidor selectivo de las cinasas RoA/Ro (ROCK). La ROCK es una enzima  que juegos una función importante en mediar vasoconstricción y remodelación vascular en la patogenia de la hipertensión pulmonar. La ROCK induce vasoconstricción por fosforilar la subunidad de unión a miosina de la fosfatasa de cadenas ligeras de miosina, así disminuyendo la actividad de dicha fosfatasa y favoreciendo la contracción del músculo liso vascular.

### Expresión de ECA
La enzima convertidora de angiotensina (ECA) es una enzima que catalizea la conversión de angiotensina-I (Ang-I) a angiotensina-II (Ang-II). Ang-II es una hormona peptídica qué incrementa la presión sanguínea al estimular vasoconstricción y secreción de aldosterona. La cinasa Ro aumenta la expresión de ECA y su actividad en la hipertensión pulmonar. Al inhibir ROCK con fasudilo, se reduce la ECA y Ang-II circulantes, conduciendo a una disminución en la presión vascular pulmonar.

### Expresión de óxido nítrico sintasa
La óxido nítrico sintasa endotelial (eNOS) media la producción del vasodilator óxido nítrico (NO). Cultivos de célula arteriales pulmonares tratadas con fasudilo mostraron un aumento significativo en los niveles de ARNm de eNOS dependiente de la dosis, y la vida media de los ARNm de eNOS aumentaron dos veces. Estos hallazgos sugirieron que la inhibición de ROCK con fasudilo aumenta la expresión de la eNOS por estabilizar los ARNm de eNOS, el cual contribuyó a un aumento de los niveles de NO para favorecer la vasodilatación.

### ERK Activación
Los efectos proliferativos de ROCK en las células endoteliales vasculares se debe a la activación de la cinasa regulada por señal extracelular (ERK). ERK media la proliferación celular vía la fosforilación de p27Kip1, por ello acelerando el índice de degradación de p27Kip1. p27Kip1 es un inhibidor de cinasa dependiente de ciclina (CDK) el cual regula a la baja el ciclo celular al unirse al complejo ciclina-CDK. Células de músculo lisas arteriales pulmonares humanas tratadas con fasudilo mostraron una disminución en la proliferación celular en una manera dependiente de la dosis. El fasudilo también disminuye la actividad ERK, así como aumenta los niveles de p27Kip1. Esto sugiere que los efectos antiproliferativos del fasudilo se deben la disminución de la actividad ERK vía la inhibición de ROCK.